# March to Leave
March to Leave (em português: Marcha para Deixar ou Partir, também conhecida como a Leave Means Leave March ) foi uma marcha pró-Brexit de 2019 organizada por Nigel Farage e pela campanha Leave Means Leave. A marcha partiu de Sunderland em 16 de março de 2019, culminando com o Leave Means Leave Rally, um comício na Praça do Parlamento em 29 de março, data em que o Brexit deveria ocorrer originalmente.

## Comício
Em 29 de março, a marcha chegou a Londres, para se juntar à manifestação Leave Means Leave na Praça do Parlamento. O comício foi relatado como tendo atraído "milhares" de adeptos. O Financial Times citou o seu repórter Sebastian Payne ao afirmar que o tamanho da multidão era "alguns milhares". Um comício separado pró-Brexit "Make Brexit Happen", organizado pelo partido de direita UKIP anteriormente liderado por Farage, também foi realizado nas proximidades.